# 杉瀬祐
杉瀬 祐（すぎせ ゆう、1925年 - 2011年6月11日）は、日本の教育者、キリスト教神学研究者、牧師。福岡県福岡市生まれ。同志社女子大学教授、神戸女学院中高部長などを歴任。

## 経歴
1948年同志社大学神学部を卒業、同年日本基督教団宮崎教会に赴任、神戸教会、京都教会を経て、久が原教会を牧会し、1961年より同志社女子大学に務め、同志社教会、上賀茂伝道所（当時）を兼務し、1980年より1991年まで神戸女学院に務め、95年に隠退した。釣りが趣味で、アイザック・ウォルトン 著『釣魚大全』の1653年に出版された初版本からの邦訳を、日本で初めて行った。また、同じく釣りが趣味の開高健と対談も行った（開高健『悠々として急げ―対談集』 (角川文庫、1979年) に収録）。

## 略歴
- 1925年　福岡市に生まれる[2]。
- 1943年　福岡県中学修猷館を卒業。
- 1948年　同志社大学神学部を卒業。有賀鉄太郎のもとに学んだ。
- 1948年　日本基督教団宮崎教会に赴任。
- 1958年-1960年　シカゴ大学神学部、マコーミック神学校に留学[2]。
- 1961年-　同志社女子大学にて教育に携わる。
- 1977年-1978年　イェール大学神学部に客員研究[2]。
- 1980年-1991年　神戸女学院にて教育に携わる。
- 1995年　隠退。
- 2011年6月11日　死去。

## 著書・訳書

### 単著
- 『愛の構造―生きることの意味―』（創元社、1969年）

### 訳書
- ネルス・フェレー 著『信仰の五つの柱』（新教出版社、1959年）
- ネルス・フェレー 著『キリスト教の神』（新教出版社、1962年）
- アイザック・ウォルトン 著『釣魚大全 初版本』（関西のつり社、1977年）